# HeiterBlick
HeiterBlick (voluit Heiterblick GmbH, voorheen LFB of IFTEC) is een rollendmaterieelfabrikant die sinds 2004 Trams en lightrail-voertuigen bouwt. De huidige naam kreeg de firma in 2007. Het hoofdkantoor is gevestigd in Leipzig. In 2017 had het bedrijf 87 werknemers, in 2025 was het gegroeid naar circa 250 personen.

## Producten
De grootste order bestaat uit 155 stuks van de zogenaamde Sachsentram voor drie trambedrijven in die deelstaat Sachsen.

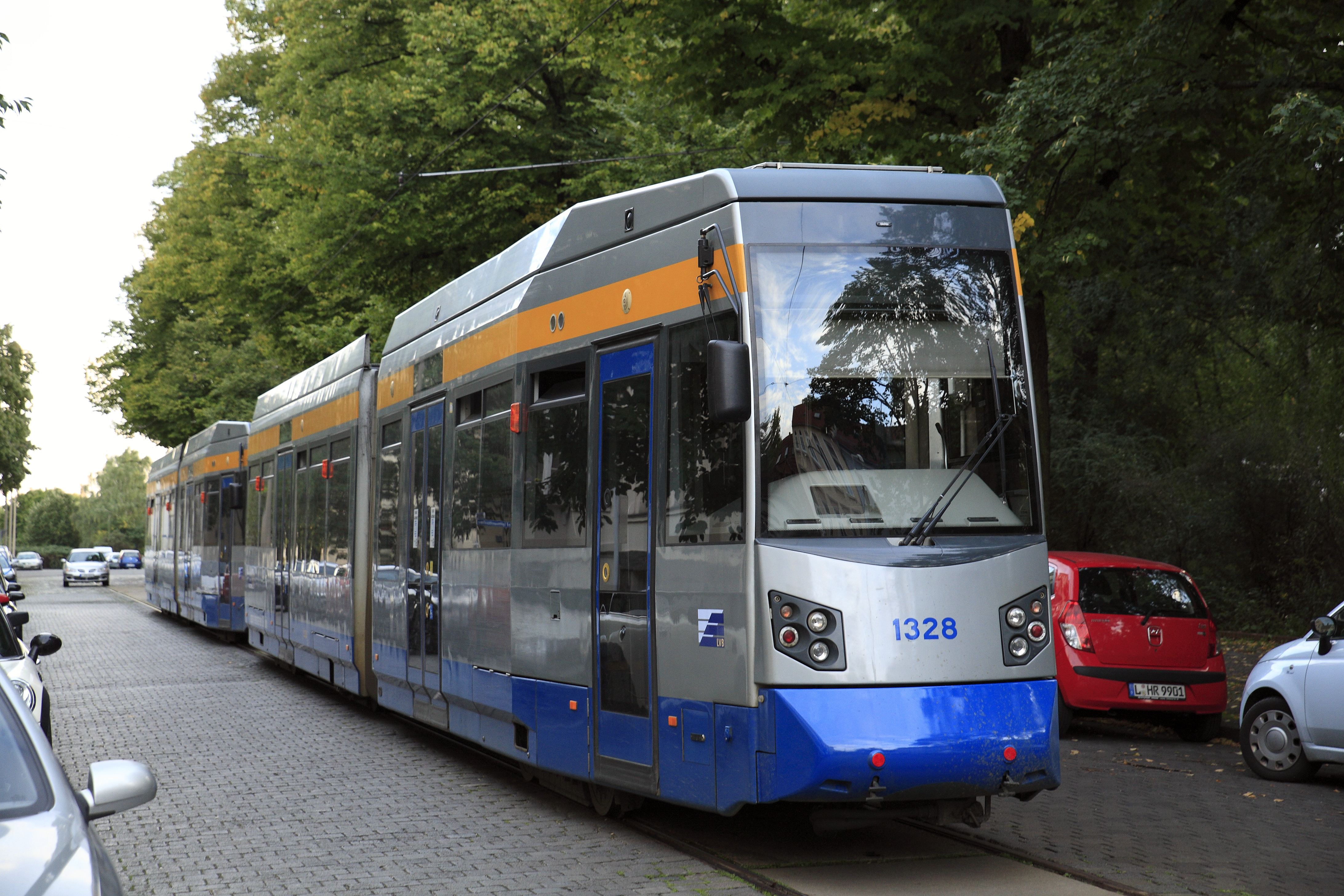
Leoliner in Leipzig
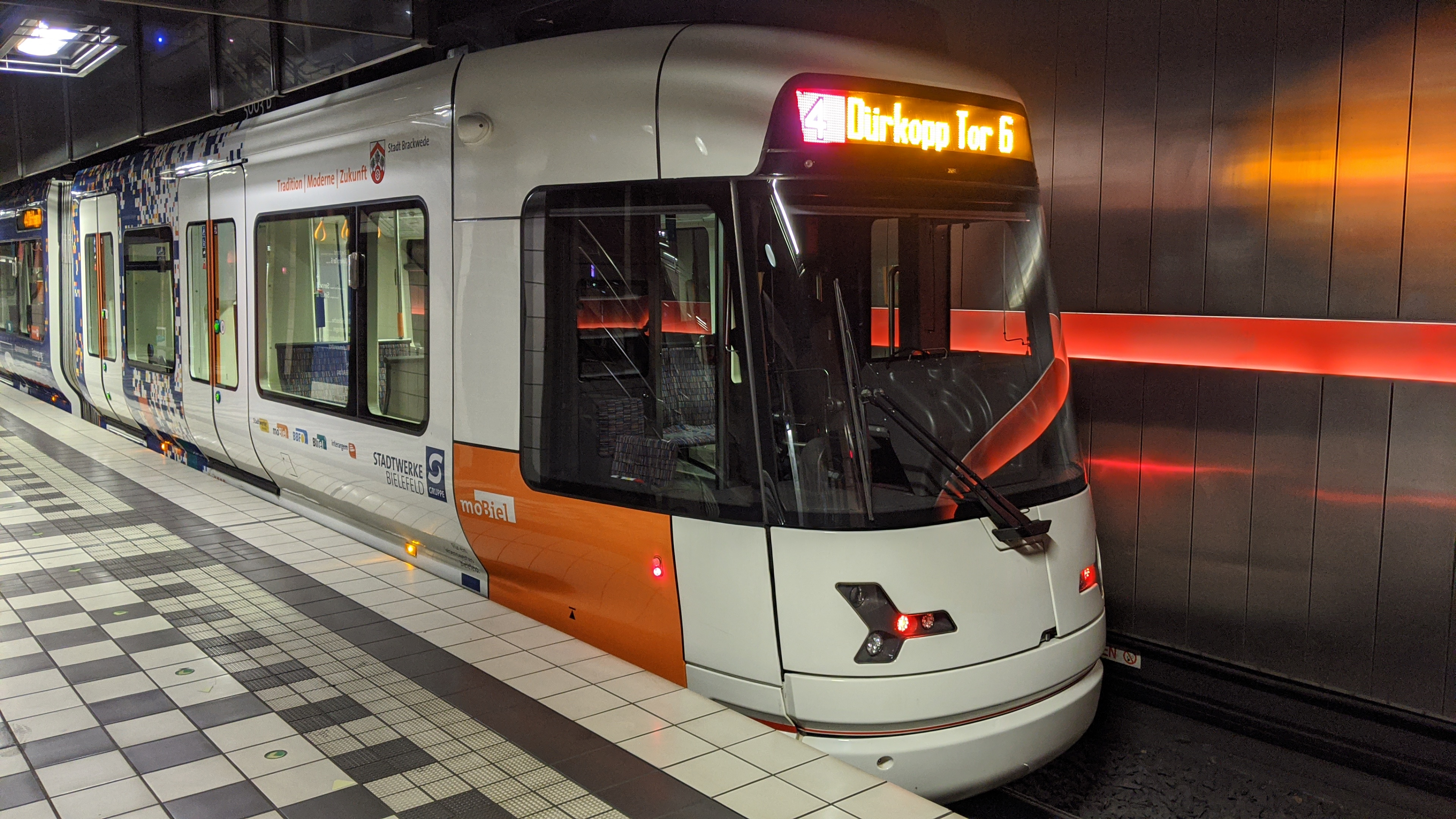
Vamos in Bielefeld
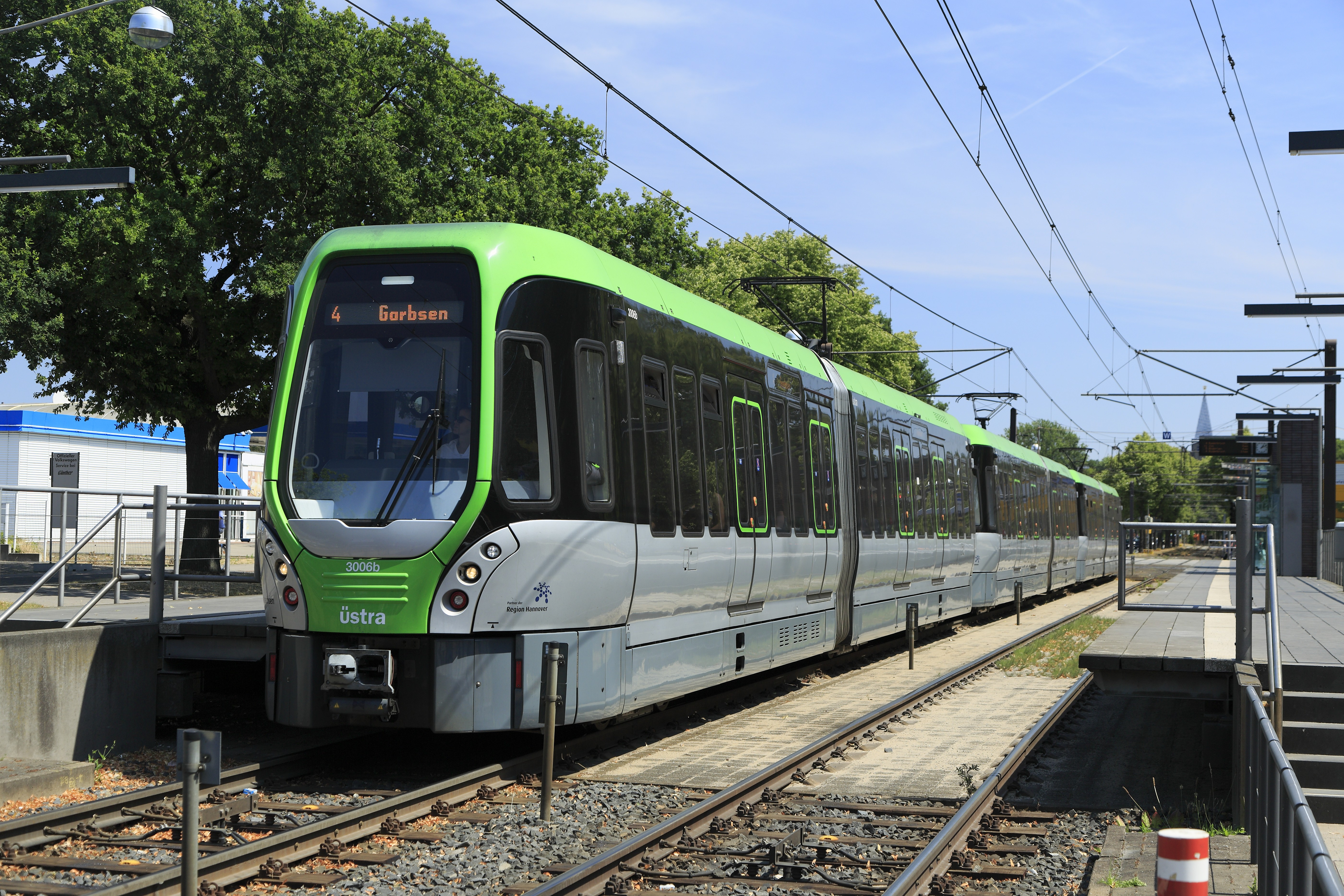
TW3000 in Hannover

## Concurrenten
- Alstom
- CAF
- Siemens Mobility
- Škoda
- Stadler Rail